# Split with Slant 6
7" med The Make-up. Släpptes på Time Bomb i juli 1995.
Katalognummer 128

## Låtarna på albumet
| A | 1. | Slant 6: I love you a lot               |
| A | 2. | Slant 6: Rebel Rebel Bat Cat            |
| B | 1. | The Make-Up: We're having a baby        |
| B | 2. | The Make-Up: This is...Young Vulgarians |